# 香莢蘭亞科
香莢蘭亞科（学名：Vanilloideae）是兰科的亚科。 
Lindley (1836)以及Garay (1986)曾经将此视为独立的香莢蘭科（Vanillaceae），但根据其单雄蕊和结构松散的花粉块，香莢蘭亞科应被视为一类单雄蕊兰科植物。根据近期分子研究观点，此演化支应该是树兰亚科和兰亚科的姐妹群亚科，并位于兰科中。
香莢蘭亞科包含15属180种，分布在朱兰族和香荚兰族中。
香莢蘭亞科遍布亚洲、澳洲和美洲的热带地区。
朱兰族的特点是唇瓣边缘锯齿状，花瓣和萼片常为粉红色，个别为白色或浅蓝色，萼片为长矩形、椭圆形或、狭披针形。
香荚兰族是粗长肉质的攀缘植物，唇瓣喇叭状。

## 分类
- 朱兰族 Pogonieae（77种）
  - 科雷兰属 Cleistes
  - 玫蕾兰属 Cleistesiopsis
  - 伸翅兰属 Duckeella
  - 仙指兰属 Isotria
  - 朱兰属 Pogonia
  - 金箭兰属 Pogoniopsis
- 香荚兰族 Vanilleae（172种）
  - 菝葜兰属 Clematepistephium
  - 肉果兰属 Cyrtosia
  - 网脉香荚兰属 Dictyophyllaria
  - 美蕉兰属 Epistephium
  - 绒珊兰属 Eriaxis
  - 倒吊兰属 Erythrorchis
  - 山珊瑚属 Galeola
  - 盂兰属 Lecanorchis
  - 苞荚兰属/拟香荚兰属 Pseudovanilla
  - 香荚兰属 Vanilla